# Truskolasy-Olszyna
Truskolasy-Olszyna – wieś w Polsce położona w województwie podlaskim, w powiecie wysokomazowieckim, w gminie Sokoły.
Zaścianek szlachecki Olszyna należący do okolicy zaściankowej Truskolas położony był w drugiej połowie XVII wieku w powiecie suraskim ziemi bielskiej województwa podlaskiego. W latach 1975–1998 miejscowość administracyjnie należała do województwa łomżyńskiego.
| SIMC    | Nazwa   | Rodzaj    |
| ------- | ------- | --------- |
| 0406274 | Koniec  | część wsi |
| 0406280 | Piaski  | część wsi |
| 0406297 | Zagajek | część wsi |

Wierni kościoła rzymskokatolickiego należą do parafii  Wniebowzięcia NMP w Sokołach.

## Historia
Truskolasy wzmiankowane w latach 1345, 1456, 1544 w dokumentach sądowych ziemi bielskiej.
Truskolasy-Lachy, Truskolasy-Niwisko, Truskolasy-Ochale, Truskolasy-Olszyna, Stare Truskolasy i Truskolasy-Wola tworzyły tzw. okolicę szlachecką Truskolasy.
W roku 1827 wieś liczyła 26 domów i 137 mieszkańców.
Pod koniec wieku XIX miejscowość należała do powiatu mazowieckiego, gmina i parafia Sokoły.
W roku 1921 naliczono tu 29 budynków z przeznaczeniem mieszkalnym oraz 162 mieszkańców (73 mężczyzn i 89 kobiet). Wszyscy podali narodowość polską.